# Paragenipa lancifolia
Paragenipa lancifolia är en måreväxtart som först beskrevs av Wenceslas Bojer och John Gilbert Baker, och fick sitt nu gällande namn av Deva D. Tirvengadum och Elmar Robbrecht. Paragenipa lancifolia ingår i släktet Paragenipa och familjen måreväxter. Inga underarter finns listade i Catalogue of Life.